# ادبیات ویکتوریایی

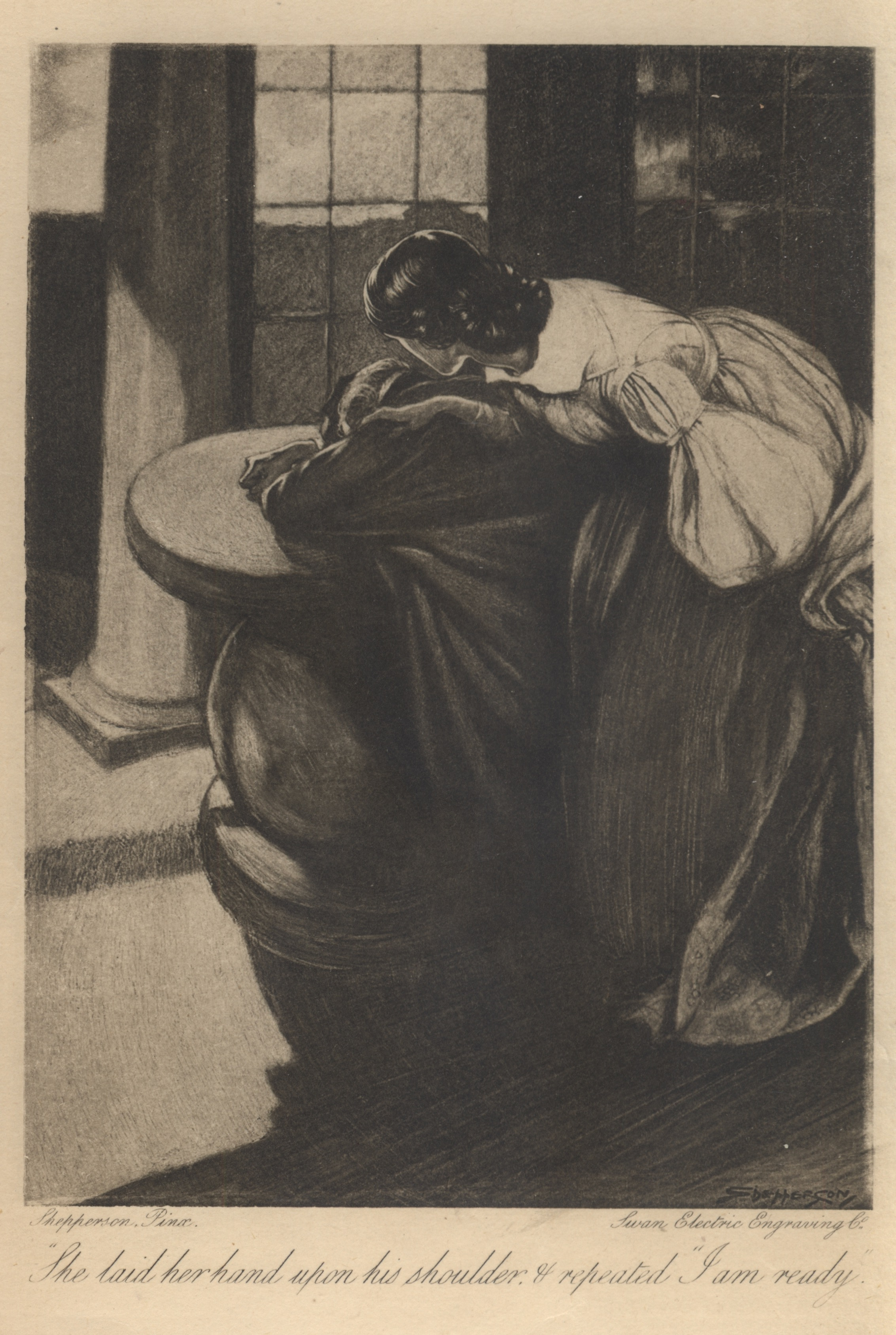
تصویر اول کتاب میدل مارچ نوشته جورج الیوت (تعداد زیادی از منتقدان این کتاب را بزرگ‌ترین رمان ادبیات انگلیسی برای تمامی اعصار می‌دانند).

ادبیات دوره ویکتوریا (به انگلیسی: Victorian literature) به آثار ادبی گفته می‌شود که در دوره پادشاهی ملکه ویکتوریا (۱۸۳۷–۱۹۰۱) خلق شده‌اند. در واقع، دوره ویکتوریا پل و گذری از نویسندگان دوره رومانتیک به ادبیات متفاوت قرن بیستم است. در قرن نوزدهم رمان به برجسته‌ترین گونهٔ ادبی در انگلستان تبدیل شد. آثار ادبی و نوشته‌های این دوره تأثیرات عمده ای بر جنبه‌های زندگی مردم انگلستان از علم و اقتصاد و پیشرفت تکنولوژی گرفته، تا تحول در نظام طبقاتی و نقش دین در بین مردم گذاشتند.
از جمله رمان نویسان مطرح این دوره می‌توان به چارلز دیکنز، ویلیام تکری، خواهران برونته، جورج الیوت و توماس هاردی اشاره کرد.
دوران رومانتیک که پیش از دوران ویکتوریایی شکل گرفت، دورانی بود برای توصیفات درونی و آزادی بیان (با استفاده از شعر و نقاشی) در حالی که در دوران ویکتوریایی مقاله نویسان، رمان نویسان و شاعران در آثار خود وقایع روزانه مردم مثل خطر کار در کارخانه‌ها، سختی و مشقات طبقه پایین دست جامعه و کیفیت زندگی زنان و کودکان را شرح می‌دادند. مثال برجسته این امر را می‌توانید در آثار الیزابت برت براونینگ شاعر معروف و چارلز دیکنز و توماس هاردی که از رمان نویسان مطرح آن دوره بودند به وضوح مشاهده کنید. آثار براونینگ در زمینه کودکان کار باعث شهرت او در جامعه مرد سالار شد، جامعه مرد سالاری که زنان نویسنده اغلب مجبور بودند از نام مستعار مردانه استفاده کنند. چارلز دیکنز در حالی که مشکلات جامعه مثل اختلاف وضعیت مالی مردم را بیان می‌کرد، از طنز استفاده می‌نمود و از آرزوهای دست یافتنی صحبت می‌کرد. توماس هاردی هم از رمان‌هایش برای زیر سؤال بردن دین و نظام طبقه‌بندی استفاده می‌کرد.
شعر و تئاتر هم در دوران ویکتوریایی ارائه شد. رابرت براونینگ و آلفرد لرد تنیسون مشهورترین شاعران ویکتوریایی انگلستان بودند. در زمینه تئاتر تا دهه‌های پایانی قرن نوزدهم آثار قابل توجهی خلق نشد. از جمله نمایشنامه نویسان برجسته این دوره می‌توان به گیلبرت و سالیوان، جورج برنارد شاو و اسکار وایلد اشاره نمود.

## ادبیات داستانی
چارلز دیکنز مشهورترین رمان‌نویس دوره ویکتوریا است. به دلیل شخصیت پردازی قوی، دیکنز در زمان خود به محبوبیت فوق‌العاده ای دست پیدا کرد و آثار و نوشته‌های او از خواندنی‌ترین آثار جهان می‌باشد. اولین رمانش یعنی نامه‌های پیک ویک (۳۷–۱۸۳۶) را زمانی که ۲۵ سال داشت نوشت و این اثر برای او موفقیتی یک شبه به ارمغان آورد. آثار و نوشته‌های بعدی او به صورت چشمگیری به فروش رسید. طنزی که در رمان اول خود به کار برده بود باعث فروش و پخش نوشته‌هایش شد. در اوایل قرن ۱۹ بیشتر رمان‌ها به صورت سه جلدی به چاپ می‌رسید. نامه‌های پیک ویک چارلز دیکنز در ۲۰ قسمت که بیشتر از ۲۰ ماه به طول انجامید از آوریل ۱۸۳۶ تا نوامبر ۱۸۳۷ انتشار یافت که باعث شد این روش چاپ و نشر دوباره احیا شود. تقاضا برای انتشار هر قسمت بالا بود تا عناصر جدید داستان که یا پیچ و تاب داستانی بود یا شخصیت جدید، معرفی شود. این کار برای حفظ علاقهٔ خوانندگان صورت می‌گرفت. دیکنز نیرومندانه و با سخت کوشی کار می‌کرد تا نوشته جذاب و سرگرم‌کننده ای که مردم می‌خواستند را ایجاد کند و در عین حال نوشته‌هایش مضمون مشکلات مردم و سختی‌های طبقه مستضعف و مظلوم را حفظ کند. از مهم‌ترین آثار او می‌توان به الیور توئیست (۳۹–۱۸۳۷),نیکلاس نیکلبی (۳۹–۱۸۳۸),سرود کریسمس (۱۸۴۳),دامبی و پسر (۱۸۴۸–۱۸۴۶),دیوید کاپرفیلد (۵۰–۱۸۴۹),خانه متروک (۵۳–۱۸۵۲),دوریت کوچک (۱۸۵۷–۱۸۵۵),داستان دو شهر (۱۸۵۹),آرزوهای بزرگ (۶۱–۱۸۶۰) اشاره کرد. گرایش تدریجی در داستان‌های او به سمت مضامین تیره‌تر قابل شهود است که نشان دهنده گرایش بسیاری از آثار قرن نوزدهم است.
ویلیام تاکری رقیب بزرگ دیکنز در نیمه اول سلطنت ملکه ویکتوریا بود. تاکری و دیکنز به جز در طعنه آمیز بودن و طنز نیش دار شخصیت‌های آثار تاکری سبک مشابهی را دنبال می‌کردند، تاکری همچنین گرایش بیشتری به شرح حال و روز طبقه میانی جامعه نسبت به دیکنز داشت. او به خاطر رمان مشهور بازار خودفروشی (۱۸۴۸) شناخته می‌شود، اثری که آن را رمان بدون قهرمان می‌خوانند که نمونه ای از قالب‌های محبوب دوره ویکتوریایی است :رمانی با ژانر تاریخی که تاریخ حول و حوش خودش را به تصویر می‌کشد.

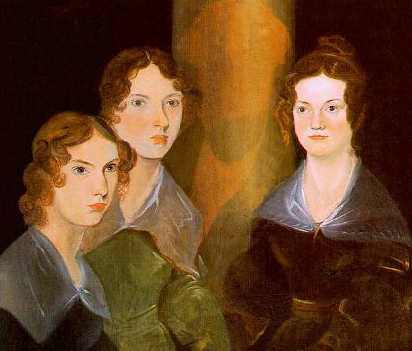
خواهران برونته داستان‌هایی متفاوت از داستان‌های زمان خودشان می‌نوشتند.

آن، شارلوت و امیلی برونته آثار قابل توجهی در آن دوره بر جای گذاشتند، اگر چه خیلی زود مورد قبول منتقدان دوره ویکتوریایی واقع نشدند. بلندی‌های بادگیر (۱۸۴۷)، تنها اثر امیلی، نمونه ای ازادبیات گوتیک دوران رمانتیک از نقطه نظر یک زن است که نظام طبقاتی، اسطوره و جنسیت را بررسی می‌کند. جین ایر (۱۸۴۷)، اثر شارلوت برونته خواهر امیلی، یکی دیگر از رمان‌های مهم قرن نوزدهم با مضامین گوتیک می‌باشد. دومین رمان آن برونته به نام مستأجر عمارت وایلدفل (۱۸۴۸) که به سبک رئالیستی به جای رمانتیک نوشته شده‌است، عمدتاً به عنوان اولین رمان فمینیستی ماندگار در نظر گرفته می‌شود.
بعداً در این دوره، جورج الیوت (مری آن ایوانز)، آسیاب کنار فلوس را در سال ۱۸۶۰ منتشر کرد، و در سال ۱۸۷۲ مشهورترین اثر خود یعنی میدل مارچ را عرضه نمود. او مانند خواهران برونته از نام مستعار مردانه برای انتشار آثارش استفاده می‌کرد.
توماس هاردی درسال‌های آخر دوران ویکتوریا نوشت. برجسته‌ترین آثار او عبارتند از زیر درخت گرین وود (۱۸۷۲)، به دور از مردم شوریده (۱۸۷۴)، شهردار کاستربریج (۱۸۸۶)، تس دوربرویل (۱۸۹۱)، و جود گمنام (۱۸۹۵).
از دیگر رمان نویسان مهم این دوره می‌توان به الیزابت گاسکل (۱۸۱۰–۱۸۶۵)، آنتونی ترولوپ (۱۸۱۵–۱۸۸۲)، جورج مردیث (۱۸۲۸–۱۹۰۹)، و جورج گیسینگ (۱۸۵۷–۱۹۰۳) اشاره کرد.

## شعر

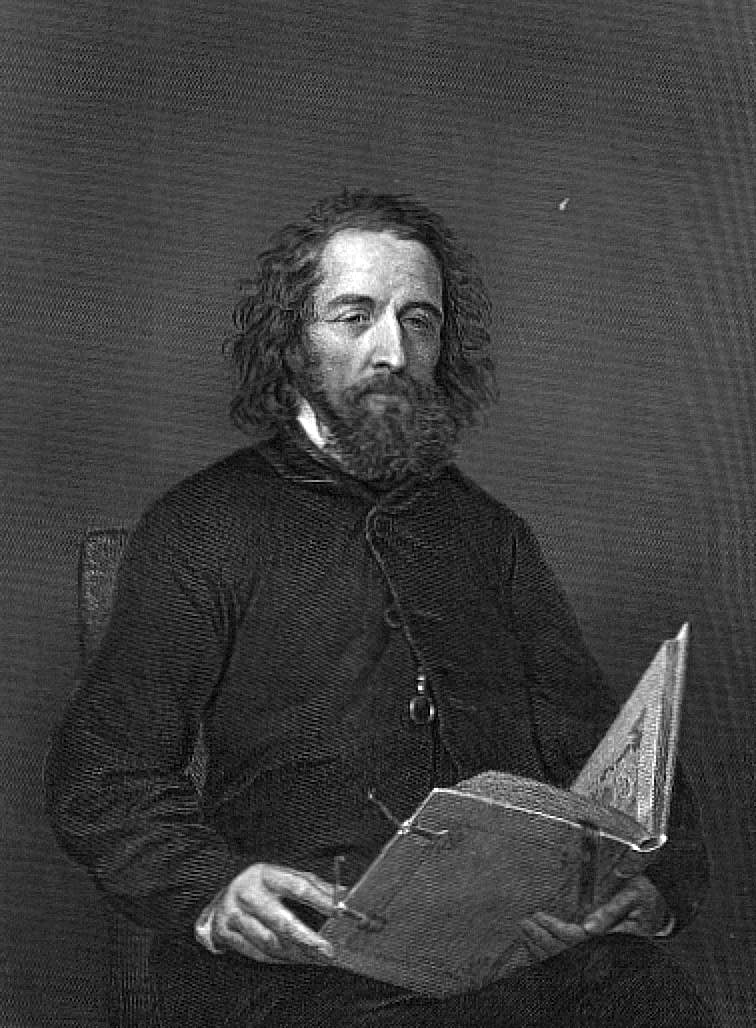
لرد تنیسون، ملک الشعرا و شاعر برجسته عصر ویکتوریایی

رابرت براونینگ (۱۸۱۲–۱۸۸۹) و آلفرد تنیسون (۱۸۰۹–۱۸۹۲) از شاعران برجسته عصر ویکتوریایی در انگلستان بودند. توماس هاردی شعرهایی را در طول عمر خود سروده بود اما تا سال ۱۸۹۸ مجموعه ای منتشر نکرد. شعر جرارد مانلی هاپکینز (۱۸۴۴–۱۸۸۹) پس از مرگ او در سال ۱۹۱۸ منتشر شد. الجرنون چارلز سوینبرن (۱۸۳۷–۱۹۰۹) نیز یکی از شخصیت‌های مهم ادبی به خاطر اشعار و نوشته‌های انتقادی اش بود. شعرهای اولیه دبلیو بی ییتس نیز در دوره سلطنت ویکتوریا منتشر شد. تا دهه‌های پایانی قرن نوزدهم آثار نمایشی مهمی خلق نشد، و آثار برجسته با اپرای کمیک گیلبرت و سالیوان در دهه ۱۸۷۰، نمایشنامه‌های جورج برنارد شاو (۱۸۵۶–۱۹۵۰) در دهه ۱۸۹۰ و اهمیت جدی بودن نوشته اسکار وایلد (۱۹۰۰–۱۸۵۴) آغاز شد.
الیزابت بارت براونینگ و رابرت براونینگ در اشعارشان از رابطه عاشقانه خود استفاده کردند و آثار لطیف و احساسی زیادی را خلق کردند. متیو آرنولد و جرارد مانلی هاپکینز اشعاری سرودند که مضامین آن ما بین شعر رمانتیک و شعر دوره جرج اوایل قرن بیستم، بود. آرنولد قبل از شاعران بعدی خود راجع به این مضامین صحبت به عمل آورد، در حالی که هاپکینز از قالب‌های شعر انگلیسی کهن مانند بیولف الهام گرفت. همان‌طور که گفته شد اشعار هاپکینز تا سال ۱۹۱۸ منتشر نشد.
احیا و استفاده مجدد از مفاهیم و قالب‌های گذشته بخش عمده ای از ادبیات ویکتوریایی را تشکیل می‌داد یعنی گرایش به ادبیات کلاسیک و هم به ادبیات قرون وسطایی. این جنبش را می‌توان به لتیتیا الیزابت لاندون نسبت داد به خصوص به علت مجموع اشعار او مثل تروبادور و بنفشه طلایی همراه با داستان‌های عاشقانه و شجاعانه اش. ویکتوریایی‌ها عاشق داستان‌های قهرمانانه و شجاعانه شوالیه‌های قدیم بودند و امیدوار بودند که برخی از آن رفتارهای شایسته و فرهیخته را به دست آورند و همه مردم را اعم از کسانی که در داخل امپراتوری یا خارج از امپراتوری هستند را تحت تأثیر قرار دهند. بهترین مثال برای این موضوع، کتاب قصیده پادشاه نوشته آلفرد تنیسون است که داستان‌های شاه آرتور، به‌ویژه داستان‌های توماس مالوری را با دغدغه‌ها و ایده‌های معاصر آمیخته‌است. انجمن برادری پیشارافائلی نیز برای هنر خود از اسطوره و افسانه‌های ابا و اجدادی استفاده می‌کرد و دانته گابریل روستی در زمان خود به عنوان شاعر اصلی در میان آنها تلقی می‌شد، اگرچه خواهرش کریستینا، اکنون توسط محققان به عنوان شاعر قوی تری شناخته می‌شود.

## دیگر نویسندگان ویکتوریایی
| - Samuel Butler (1835–1902) - Arthur Hugh Clough (1819–1861) - Wilkie Collins (1824–1889) - A. E. Housman (1859–1936) - William Henry Giles Kingston (1814–1880) - Letitia Elizabeth Landon (1802–1838) - Mary Louisa Molesworth (1839–1921) | - R. D. Blackmore (1825 – 1900) - George Moore (1852–1933) - Walter Pater (1839–1894) - Coventry Patmore (1823–1896) - John Ruskin (1819–1900) - John Millington Synge (1871-1909) - Charlotte Mary Yonge (1823-1901) - Arthur Conan Doyle (1859-1930) |

- ادبیات انگلیسی

1. ↑  "Authors - Victorian and Romantic poets, novelists and playwrights". The British Library. Archived from the original on 1 November 2020. Retrieved 2020-11-10.
2. ↑  Oxford Dictionary of National Biography (online ed.). Oxford University Press https://www.oxforddnb.com/view/10.1093/ref:odnb/9780198614128.001.0001/odnb-9780198614128-e-33708. {{cite encyclopedia}}: Missing or empty |title= (help) (Subscription or UK public library membership required.)